# 33263 Willhutch
33263 Willhutch este o planetă minoră (asteroid), cu un diametru de 3,598 km, din centura de asteroizi. A fost descoperită pe 21 aprilie 1998 la Experimental Test Site⁠(d) de Lincoln Near-Earth Asteroid Research. 
Obiectul prezintă o orbită caracterizată de o semiaxă mare de 2,9297347 UAi, o excentricitate de 0,07, o înclinație de 2,81982 ° în raport cu ecliptica.